# 茂木久平
茂木 久平（もぎ きゅうへい、1898年 - 1970年12月29日）は、東京市会議員（1期）、満洲映画協会東京支社長。

## 経歴
東京市本所区生まれ。早稲田大学に入るが、在学中尾崎士郎と早稲田騒動に加わり退学する。退学後は尾崎とともに堺利彦が主宰する売文社に入る。その後1926年に東京市会議員選挙に立候補して当選する。1928年の総選挙に立候補したが落選した。この間にヨーロッパ視察の船中で甘粕正彦と知り合い、後に甘粕が満洲映画協会理事長に就任してから茂木は東京支社長を任された（1941年）。敗戦により満洲映画協会は解散、茂木は公職追放となる。
追放後は社会福祉法人春陽会理事長に就任し、新宿区で簡易宿泊施設を運営したほか、旧満洲国関係者の団体「国際善隣協会」理事長などを務めた。1970年死去。

## その他
- 1921年、茂木はグリゴリー・ヴォイチンスキーより、極東民族大会に代表者を連れていくための旅費のためとして、2万ルーブルもしくは1万5千円を受け取ったとされる[5]。ただし、その旅費は極東民族大会への参加に使われなかったとされる[5]。

- 茂木は革命直後のソ連に渡り、レーニンに会い、「日本に革命を起こすためレーニンから5万円を引き出した」とよく自慢していた。金額は300万円とする資料もあるが[6]、年代がはっきりしないため真偽は不明。

- 茂木が東京市議時代、ヨーロッパ視察に向かう船内の食堂の隅のテーブルにで人目を避けるかのように大杉事件で仮出獄したばかりの甘粕正彦が座っていた。周りにいた者はみんな甘粕だと分かっていた。茂木は突然立ち上がり、「諸君、一寸、聴いてくれ給え」と周りに叫んだ。茂木は大杉事件に触れながらも甘粕は船内では食卓を楽しく囲む友人として「妙な偏見を抱かず、人間同士、同じ船に乗り合わせた友人として、御交誼願いたいと思う」と訴えた。茂木の演説に感激した甘粕はその日のうちに茂木の船室を訪れ、「君に僕を必要とすることが起ったら遠慮なく言ってくれ給え、僕の出来ることなら、どんなことをしても君にこたえたいと思う」と言った。後年甘粕は満映理事長になった時に茂木を東京支社長という形で恩返しをした。

- 尾崎士郎の小説「人生劇場」の高見剛平は茂木がモデルとされている。